# Alexandra Rosenfeld
Alexandra Rosenfeld (ur. 23 listopada 1986 w Béziers) – Miss Francji z 2006 i Miss Europe z 2006.
W 2005 roku jako reprezentantka Langwedocji zdobyła tytuł Miss Francji. Jako reprezentantka swojego kraju 27 października 2006 w Kijowie zdobyła tytuł Miss Europe.
Była żoną włoskiego rugbysty Sergio Parisse, z którym rozwiodła się w 2013 roku.